# Panilla xylonea
Panilla xylonea är en fjärilsart som beskrevs av George Francis Hampson 1926. Panilla xylonea ingår i släktet Panilla och familjen nattflyn. Inga underarter finns listade i Catalogue of Life.